# ФК Рустави
ФК „Рустави“ (на грузински: მეტალურგი რუსთავი) е футболен отбор от град Рустави, Грузия.

## История
Отборът на „Мерани“ от столицата Тбилиси, който е основан през 1991 година е предшественик на „Металург“.
Клубът домакинства на стадион „Полади“. След сливането на ФК „Тбилиси“ и втородивизионния ФК „Рустави“ през 2007 г. е сформиран ФК „Олимпи“, Рустави. През същата година клубът печели първата си титла на Грузия. През 2011 името на клуба е променено на „Металург“ (Рустави).

## Предишни имена
- 1991 : основан като „Мерани-91“ Тбилиси
- 2003 : ФК „Тбилиси“
- 2007 : „Рустави“, след сливане на „Олимпи“ Тбилиси и ФК „Олимпи“ Рустави
- 2011 : ФК „Рустави Металургист“
- 2015 : ФК „Рустави“

## Успехи
- Еровнули лига (Висша дивизия)
  -  Шампион (2): 2006/07, 2009/10
  -  Трето място (2): 2008/09, 2010/11
- Купа на Грузия
  -  Финалист (1): 20018/09
- Суперкупа на Грузия
  -  Носител (1): 2010

## Европейска статистика
Домакинствата са отбелязани с удебелен шрифт
| Сезон     | Турнир               | Кръг     | Държава | Противник         | Резултат     |
| --------- | -------------------- | -------- | ------- | ----------------- | ------------ |
| 2007 – 08 | УЕФА Шампионска лига | 1-ви кв. |         | ФК Астана         | 0 – 0, 0 – 3 |
| 2009 – 10 | УЕФА Лига Европа     | 1-ви кв. |         | Б36 Торсхавн      | 2 – 0, 2 – 0 |
| 2009 – 10 | УЕФА Лига Европа     | 2-ри кв. |         | Легия (Варшава)   | 0 – 3, 0 – 1 |
| 2010 – 11 | УЕФА Шампионска лига | 2-ри кв. |         | ФК Актобе         | 0 – 2, 1 – 1 |
| 2011 – 12 | УЕФА Лига Европа     | 1-ви кв. |         | ФК Банантс        | 1 – 0, 1 – 1 |
| 2011 – 12 | УЕФА Лига Европа     | 2-ри кв. |         | Иртиш Павлодар    | 1 – 1, 2 – 0 |
| 2011 – 12 | УЕФА Лига Европа     | 3-ти кв. |         | Рен               | 2 – 5, 0 – 2 |
| 2012 – 13 | УЕФА Лига Европа     | 1-ви кв. |         | Теута (Драч)      | 6 – 1, 3 – 0 |
| 2012 – 13 | УЕФА Лига Европа     | 2-ри кв. |         | Виктория (Пилзен) | 1 – 3, 0 – 2 |